# Csu Te
Csu Te (angol nyelvterületen Zhu De, kínai írással: 朱德; 1886. december 1. – Peking, 1976. július 6.) kínai politikus, forradalmár, 1949 és 1959 között alelnök, 1975 és 1976-os halála között a Kínai Népköztársaság elnöke. Alelnökként járt Magyarországon is, Rákosi Mátyás idejében.

## Életútja
Csu Te 1886-ban született Jilong tartományban rizstermelő parasztcsalád gyermekeként. A Moszkvai Állami Egyetemen szerzett diplomát, itt ismerkedett meg a marxizmus-leninizmussal. 1921-ben részt vett a Kínai Kommunista Párt megalapításában. 1934-ben szintén részt vett a Nagy menetelésben.

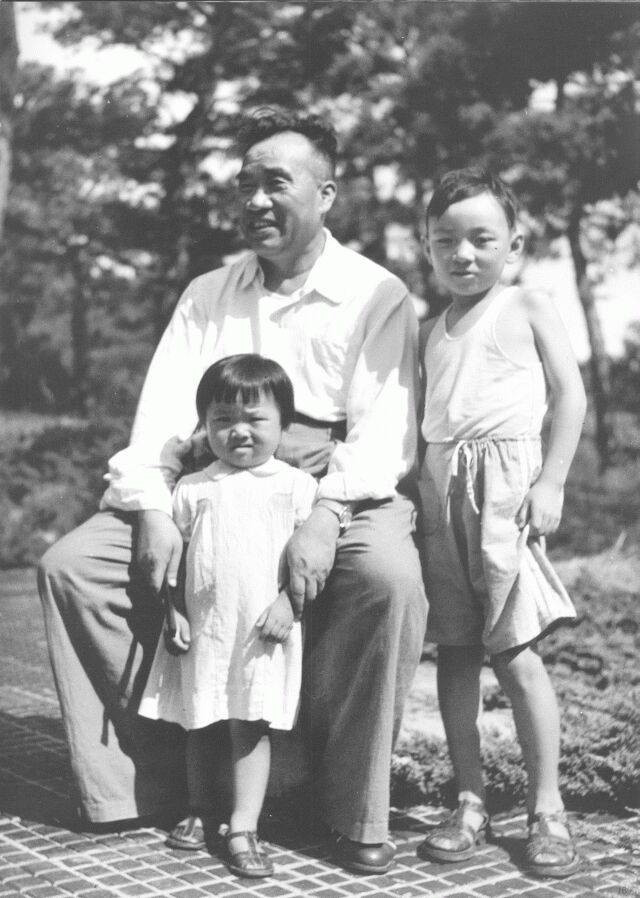
Csu Te gyerekkel 1949-ben

1949 és 1959  között alelnök, 1975 és 1976 között elnök volt. Alelnöki tisztsége alatt Magyarországon is járt látogatóban.
1976 júliusában hunyt el hosszú betegség után.
Négy felesége és két gyermeke volt.

## Fényképek

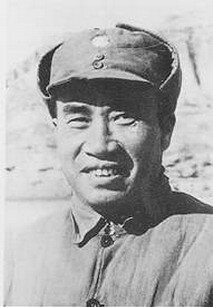
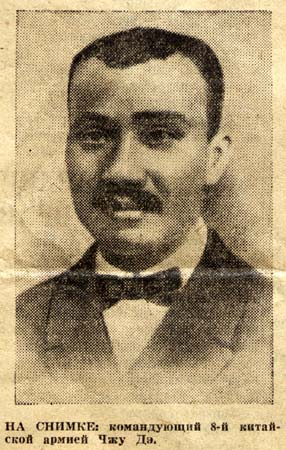
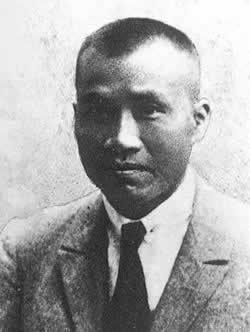
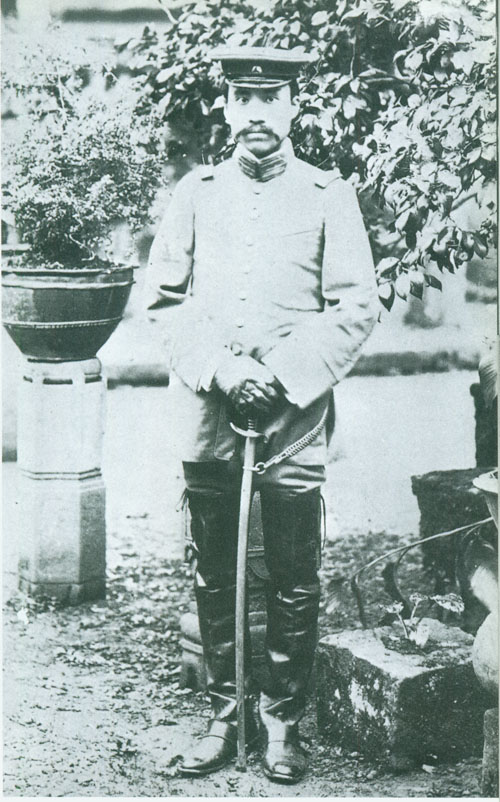

## Fordítás
- Ez a szócikk részben vagy egészben  a   Zhu De című angol Wikipédia-szócikk ezen változatának fordításán alapul.  Az eredeti cikk szerkesztőit annak laptörténete sorolja fel. Ez a jelzés csupán a megfogalmazás eredetét és a szerzői jogokat jelzi, nem szolgál a cikkben szereplő információk forrásmegjelöléseként.
- Ez a szócikk részben vagy egészben  a   Zhu De című spanyol Wikipédia-szócikk ezen változatának fordításán alapul.  Az eredeti cikk szerkesztőit annak laptörténete sorolja fel. Ez a jelzés csupán a megfogalmazás eredetét és a szerzői jogokat jelzi, nem szolgál a cikkben szereplő információk forrásmegjelöléseként.